# Mã Lương

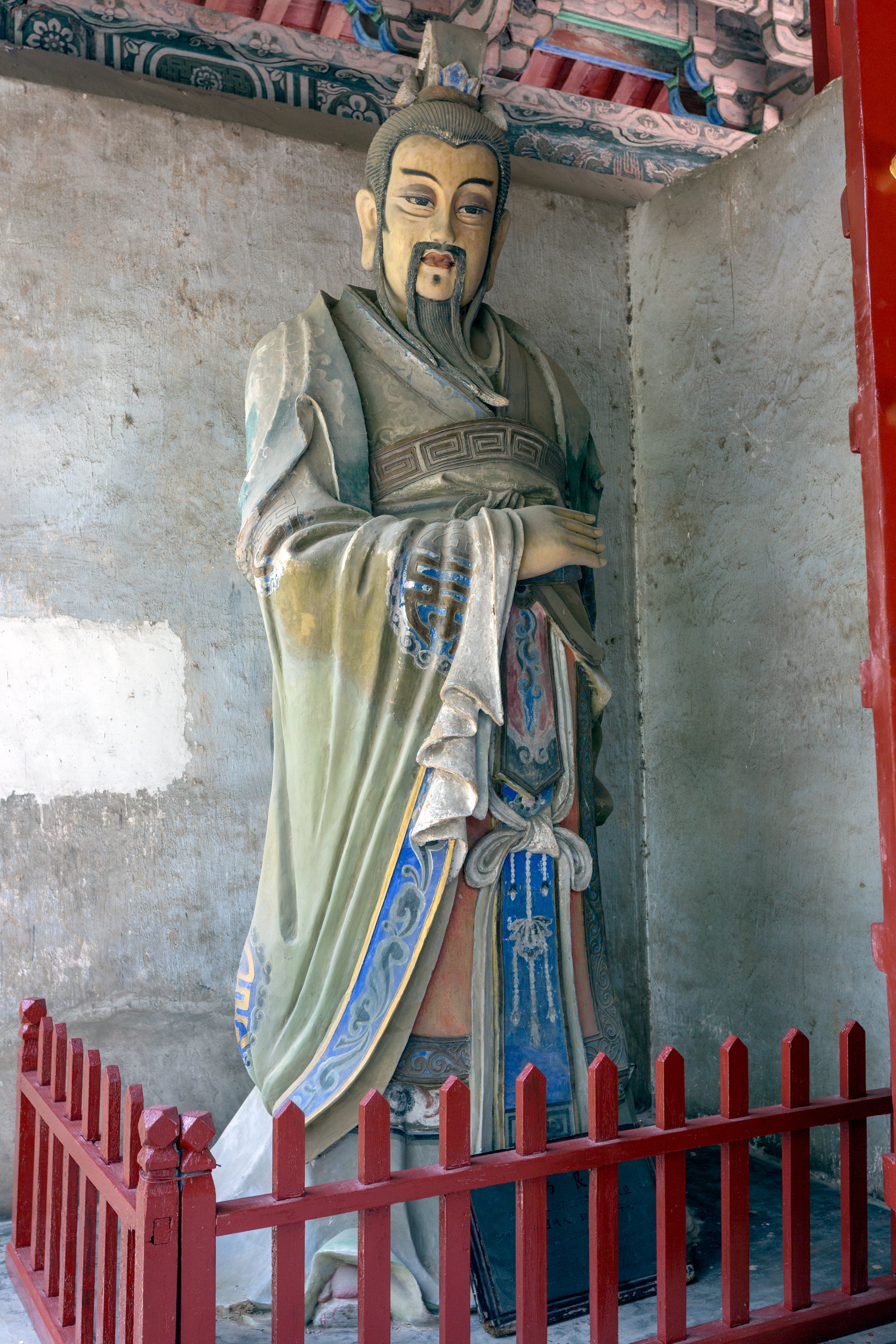
Tượng Mã Lương

Mã Lương (186 - 222) (Phiên âm: Ma Liang); tên tự là Quý Thường (季常) và được gọi bằng biệt danh là Bạch mi (白眉) tức lông mày trắng, là một quân sư của Lưu Bị cuối thời kỳ nhà Hán và giai đoạn đầu thời kỳ Tam Quốc

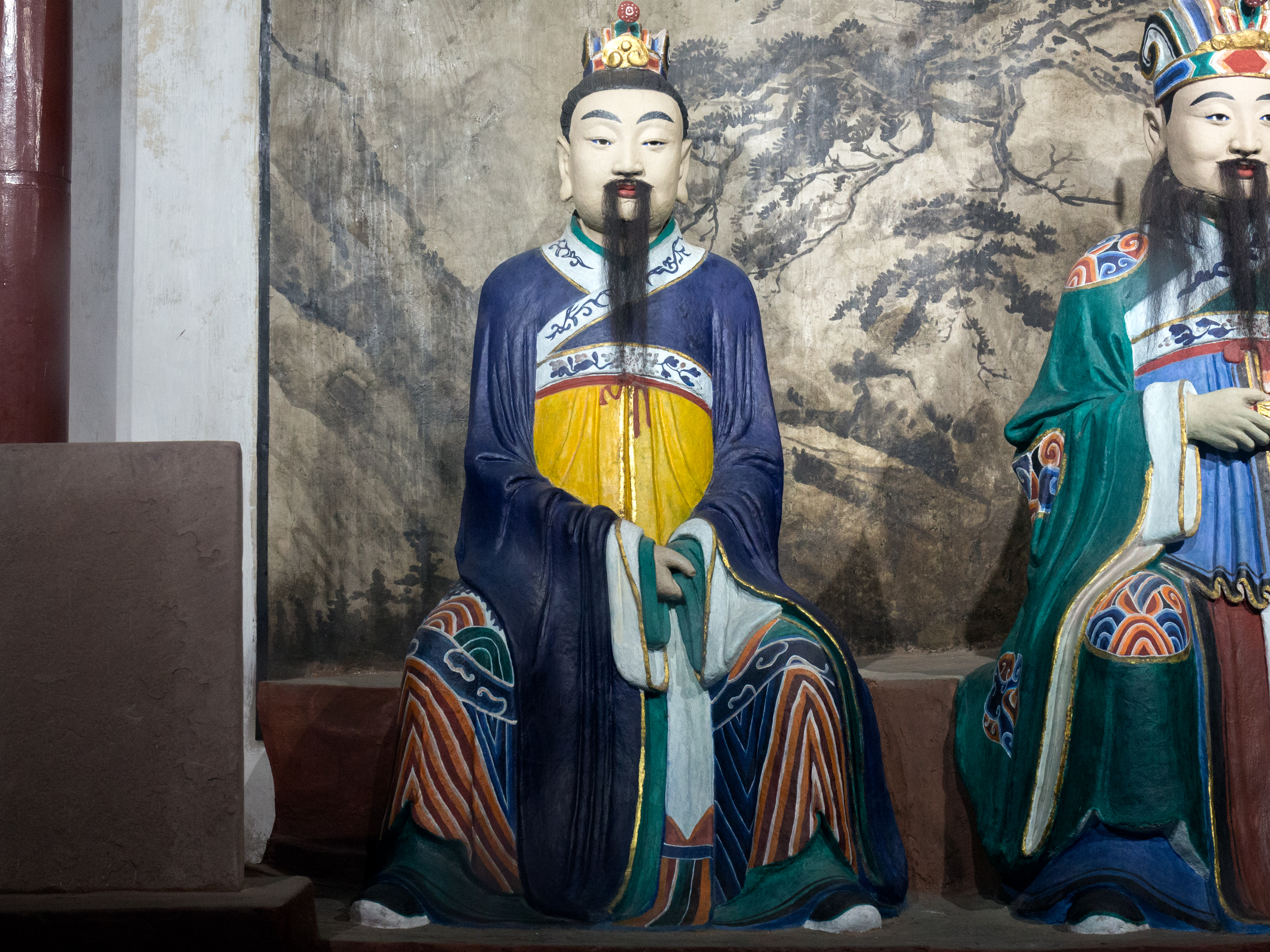
Tượng Mã Lương tại miếu Vũ Hầu - Thành Đô - Tứ Xuyên

## Tiểu sử
Mã Lương là con thứ tư trong gia đình gồm năm anh em trai ở Nghi Thành, gần Tương Dương trên trung lưu sông Dương Tử. Mã Lương đã sớm nổi danh ở Nghi Thành vì tài năng của ông. Ông đã gia nhập dưới trướng Lưu Bị trong dịp ông đến du ngoạn một thành trì nhỏ ở Kinh Châu là Tân Dã vào khoảng đầu thế kỷ thứ 3. Trong khoảng thời gian này, ông đã trở thành bằng hữu của Gia Cát Lượng và cả hai đã cùng kết nghĩa huynh đệ. Cũng trong khoảng thời gian này, ông đã thuyết phục được Gia Cát Lượng nhận em trai ông là Mã Tốc làm học trò. Khi Lưu Bị dẫn quân rời Kinh Châu (ngày nay là Hồ Nam và Hồ Bắc) để tiến chiếm đất Thục, ông được giao nhiệm vụ ở lạí Kinh Châu làm quân sư cho đại tướng Quan Vũ. Sau khi Lưu Bị hoàn toàn chiếm được Ích Châu, Mã Lương được thăng làm Tả Tướng Quân Duyện (左將軍掾).
Cũng như Gia Cát Lượng, Mã Lương là người rất coi trọng việc phải duy trì liên minh với Tôn thị ở Đông Ngô. Ông được phái đi sứ sang nước Ngô rất nhiều lần và giành được sự tôn trọng từ Ngô Hầu là Tôn Quyền. Năm 221, sau khi Lưu Bị xưng đế, ông được phong làm Thị Trung (侍中). Ông đã theo phò tá Lưu Bị trong chiến dịch phạt Ngô của Thục Hán năm sau đó. Ông đã được phái đến Võ Lăng để làm thuyết khách nhằm thuyết phục năm bộ tộc man di (Ngũ Khê Man Di) chống lại nước Ngô. Tuy nhiệm vụ đã thành công nhưng quân Thục Hán dưới sự chỉ huy của Lưu Bị lại đại bại ở trận Di Lăng, ông cũng đã mất mạng trong trận chiến đó.
Con trai Mã Bỉnh (馬秉) ông được phong là Kỵ Đô Úy (騎都尉). Còn em trai ông là Mã Tốc thì tiếp tục phục vụ Thục Hán.

## Trong tiểu thuyết Tam Quốc Diễn Nghĩa
Nhân vật Mã Lương được mô tả là có lông mày trắng. Nhân vật này không chết trong trận Di Lăng nhờ được Lưu Bị phái vẽ lại sơ đồ doanh trại đem về Thục cho Gia Cát Lượng xem. Lượng xem xong, tiên đoán rằng Lưu Bị sẽ bị đánh bại. Việc hư cấu này nhằm đề cao thêm trí tuệ ưu việt của nhân vật Gia Cát Lượng.